# Alexander Hübner
Alexander Hübner (Alexander Graf von Hübner) (Bécs, 1811. november 26. – Bécs, 1892. július 30. ) osztrák diplomata, író.

## Életpályája
1833-tól állt az osztrák udvar (Staatskanzlei), személyesen Metternich szolgálatában. 1849 és 1859 között Párizsban teljesített diplomáciai szolgálatot. 1860-ban a rendőrséget irányító miniszter (Polizeiminister) lett. 1865 és 1867 között misszióvezető volt a pápai udvarnál. (Nem sikerült új konkordátum megkötését elérnie.)

## Művei
- Politikai írásaiban az Osztrák-Magyar Monarchia reformját (Erneuerung) szorgalmazta.
- Több útleírást publikált.

## Magyarul
- Hübner Sándor: Séta a világ körül, 1-2.; ford. Toldy László; Ráth, Bp., 1884 (A magyar nemzet családi könyvtára)
- Hübner Sándor: A búrok hazája. A Brit birodalmon keresztül, 1-2.; Ráth, Bp., 1892